# 超人力霸王希卡利
超人力霸王希卡利（日語：ウルトラマンヒカリ）是圓谷製作於2006年所製作的特攝劇集《超人力霸王梅比斯》中的主要角色之一。

## 背景故事
是《超人力霸王系列》中首次登場的M78星雲光之國「藍族」戰士，過去曾是活躍在「宇宙科學技術局」的科學家。曾發明了「生命固化技術」，因這一大功勞而獲得了和佐菲一樣的「星之徽章」。後來因為百特星人覬覦該技術而引發了戰爭，希卡利自認對此負有責任便辭去了長官職位前往阿柏星。在得知了高次元捕食體博伽茹即將來到阿柏星時，曾前往帝王星被超人力霸王尊王認可，並授予了「騎士氣息」，然而自己卻無法挽救被博伽茹吞滅的阿柏星而被仇恨所包圍，穿上了復仇之鎧，改名為「獵手騎士劍」。聲稱為了殺死博伽茹可以不擇手段而不惜犧牲一切，成為一個為了復仇不擇手段、甚至不惜犧牲無辜之人的無情戰士，是以復仇為目的的英雄。
在第1話來到地球後和GUYS前任隊長芹澤和也一體化，然而隨著劇情發展逐漸被梅比斯影響，最終受到超人力霸王之母的感化，被治癒傷勢後破壞了復仇之鎧，恢復了自己作為超人力霸王的本來面目。其後被佐菲招攬進入宇宙警備隊，更在阿柏星上重獲勇者之鎧，經常以芹澤的身份與梅比斯一同戰鬥，也曾給予相原龍自己的力量。最後在最終話打敗安培拉星人後返回光之國，成為超人兄弟的一員。在新世代系列中主導著光之國的科學研究，開發出各種的強化道具，為新生代的超人戰士們提供了巨大的幫助。

## 個人資訊
- 人間體:芹澤和也、相原龍(暫時)
- 年齡:22000歳
- 身高:50公尺
- 體重:35000噸(穿著鎧甲時為38000噸)
- 飞行速度：5馬赫
- 行走速度：2.5馬赫
- 水中速度：3馬赫
- 腕力：9.2萬噸
- 握力：8萬噸
- 跳躍力：750公尺

### 變身器
- 騎士氣息（ナイトブレス）

能使芹澤和也和相原龍變身成希卡利的道具，是超人力霸王尊王授予的神秘的萬能器具 。
通常裝在希卡利的右前腕上。有著變身功能以及使希卡利的力量增幅的能力。此外也有可以讓希卡利的很多技能發動的作用，如釋放光束劍等。
在人間體狀態時，還能抽出「騎士短劍」來作為護身作戰武器，也能發射出破壞光彈。
- 阿柏裝置（アーブギア）

在阿柏星的大地上、由阿柏生命體的力量形成的鎧甲。通體銀色，些許金色和藍色綴飾。
主要著裝於希卡利的頭部、胸肩和四肢，總質量3000噸 ，最初的裝置是以阿柏星滅絕的生命體，因對於博伽茹的怨念凝聚而成的結晶，附著在了被憤怒和復仇支配的希卡利身上,讓希卡利變化為獵手騎士劍。此時的阿柏裝置又名「復仇之鎧」，會不時地散發出污穢之氣使希卡利的心性越發極端。
並且鎧甲無法卸下,成為一種變相的束縛，直到後來才被超人力霸王之母摧毀。後來當取回自我的希卡利再訪阿柏星時，清澈的內心與阿柏的力量共鳴,  再次凝聚出阿柏裝置成為賦予希卡利力量的「勇者之鎧」，外觀雖與復仇之鎧一致，但力量完全不同。除了起到防禦作用外，希卡利的力量、速度、防禦力                           以及光線的威力等都有顯著提升， 還能憑自己意志進行穿戴，直到第49話中被安培拉星人徹底摧毀。

### 必殺技
- 騎士射線（ナイトシュート）

將騎士氣息的能量開放，雙手組成十字（右手前置）放出的希卡利的最常用必殺技，擁有超人梅比斯的無限元素射擊以上的破壞力。
- 宇宙熱射線（ホットロードシュート）

從雙手放出的必殺技能，無需依賴騎士氣息。
- 騎士光劍（ナイトビームブレード）

從騎士氣息中延伸的光劍，擁有梅比斯光劍以上的切割力，甚至能夠一擊定勝負。
- 劍刃射線（ブレードショット）

從騎士光劍的尖端放出的光線。
- 買拉姆散光（ホットロードフラッシュ）

從全身發出的光線，無需依賴騎士氣息。

## 在其他作品的登場
電視
- 《超人力霸王捷德》第1、8、25話

電影
- 《大怪獸格鬥_超銀河傳說_THE_MOVIE》（2009年）
- 《赛罗·奥特曼_THE_MOVIE_超决战！贝利亚银河帝国》（2010年）

網路劇集
- 《超級銀河格鬥 新生代英雄》（2020年）
- 《超級格鬥勝利》第3~13話

## 外傳
《超人力霸王梅比斯外傳 希卡利傳奇》(日語：ウルトラマンメビウス ヒカリサーガ )是由圓谷製作所攝製的特攝電視劇，於2006年6月30日 - 2007年3月31日期間以網路電視形式播出。共3話。

### 概要
本部作品屬《超人力霸王梅比斯》外傳，詳細講述了梅比斯的戰友--超人力霸王希卡利來到地球前後的故事經歷。

### 演員表
聲演
- 超人力霸王希卡利 - 難波圭一
- 佐菲 - 田中秀幸
- 超人力霸王尊王 - 清川元夢
- 超人力霸王之父- 西岡徳馬（日语：西岡徳馬）
- 超人力霸王之母 - 池田昌子
- 阿帕星的生命體- 小倉優子
- 謎的老人 - 外島孝一（日语：外島孝一）
- 黑暗星人巴巴尔星人- 清川元夢

製作人員
- 監修・製作：円谷一夫
- 製作統括：大岡新一
- 企画：森島恒行　江藤直行　加藤直次　井上政幸
- プロデューサー：渋谷浩康　表有希子　岡崎剛之　山西太平
- 監督：菊地雄一
- 脚本：小林雄次
- 音楽プロデューサー：玉川静
- 音楽：佐橋俊彦

### 主題曲
『Radiance～ウルトラマンヒカリのテーマ～』
作詞・作曲：高取ヒデアキ / 編曲：籠島裕昌 / 歌：Project DMM